# Onthophagus sagittarius
Onthophagus sagittarius är en skalbaggsart som beskrevs av Fabricius 1775. Onthophagus sagittarius ingår i släktet Onthophagus och familjen bladhorningar. Inga underarter finns listade i Catalogue of Life.